# Sławomir Stan
Sławomir Stan (ur. 30 marca 1967 w Mielcu) – polski muzyk, animator życia kulturalnego w Mielcu i regionie. Od roku 1990 nauczyciel gry na fortepianie w Państwowej Szkole Muzycznej I i II st. w Mielcu, a od 1988 r. instruktor i dyrygent Zespołu Pieśni i Tańca „Rzeszowiacy”, reprezentacyjnego zespołu Samorządowego Centrum Kultury w Mielcu.

## Edukacja
Absolwent Uniwersytetu Marii Curie-Skłodowskiej w Lublinie na kierunku wychowanie muzyczne, absolwent Akademii Muzycznej w Katowicach na kierunku pedagogika instrumentalna - fortepian.

## Nagrody
- 2018: Srebrny Medal za Długoletnią Służbę – polskie odznaczenie cywilne z okresu II Rzeczypospolitej, nadawane za pracę w służbie państwowej, przywrócone do systemu odznaczeń państwowych w Polsce w 2007 roku.
- 2017: Otrzymał statuetkę „Pozytywny Mielczanin” w kategorii kultura, w plebiscycie organizowanym przez portal internetowy HejMielec.
- 2017: Odznaka honorowa Zasłużony dla Kultury Polskiej przyznawana przez Ministra Kultury i Dziedzictwa Narodowego osobom wyróżniającym się w tworzeniu, upowszechnianiu i ochronie kultury polskiej.
- 2015: Medal „Zasłużony Kulturze Gloria Artis” – polski medal nadawany przez Ministra Kultury i Dziedzictwa Narodowego.
- 2010: Odznaka honorowa Zasłużony dla Kultury Polskiej przyznawana przez Ministra Kultury i Dziedzictwa Narodowego osobom wyróżniającym się w tworzeniu, upowszechnianiu i ochronie kultury polskiej.
- 2002: Indywidualna i zespołowa Nagroda Marszałka Sejmiku Województwa Podkarpackiego za prowadzenie ZPiT „Rzeszowiacy”.
- 1997: Nagroda Prezydenta Miasta Mielca.

## Działalność zawodowa
Jest założycielem i prowadzącym Zespół Odeonowy, w skład którego wchodzą uczniowie mieleckiej szkoły muzycznej. Zespół wykonuje znane utwory muzyki polskiej i światowej w aranżacjach Sławomira Stana, a także jego autorskie kompozycje.
W Samorządowym Centrum Kultury pracuje jako instruktor muzyki, akompaniator, kompozytor, dyrygent oraz kierownik muzyczny i artystyczny ZPiT „Rzeszowiacy”. Zespół od lat reprezentuje Polskę i Mielec na festiwalach i przeglądach muzycznych w Kraju i za granicą (między innymi we Francji, Portugalii, Słowacji, Szwajcarii, we Włoszech, na Węgrzech). Wraz z orkiestrą ZPiT „Rzeszowiacy” Sławomir Stan nagrał i wydał profesjonalną płytę i kasetę z opracowanymi przez siebie utworami. Przygotowuje i opracowuje repertuary uroczystych koncertów rocznicowych z okazji świąt i uroczystości państwowych, miejskich i religijnych.
W latach 1999–2009 wspierał Stowarzyszenie Przyjaźni Francusko-Polskiej „Amicale Régionale Franco Polonaise” działające w Reims (Francja), tworząc oprawę muzyczną podczas spotkań kulturalnych i występów Zespołu „Krakowiacy”.
Pełnił funkcję jurora na konkursach Wygraj Sukces w Tarnobrzegu oraz mieleckich edycjach „Śpiewać każdy może”.
Jest autorem pieśni pt. "Mielecka Matko", która z powodzeniem od 2015 roku wykonywana jest w różnych opracowaniach w kościele pod wezwaniem MBNP w Mielcu.